# Народна скупштина Кнежевине Србије
Народна скупштина Кнежевине Србије је била народно представништво у Кнежевини Србији. Постојала је од доношења Сретењског устава (1835) до октроисања Турског устава (1838). Потом је постојала непрекидно од усвајања Намесничког устава (1869) све до проглашења Краљевине Србије (1882).
Иако њено постојање није било предвиђено Турским уставом, у овом периоду одржано је више заседања Народне скупштине Кнежевине Србије, од којих је најзначајнија Светоандрејска скупштина (1858 - 1859). Током овог заседања усвојен је и 
Закон о Народној скупштини.

## Сретењски устав из 1835.
Према Сретењском уставу (1835) Народна скупштина је била народно представништво, али не и законодавни чинилац. Састојала се од „сто најодабранији, најразумнији, најпоштенији и повјереније народно у највећем степену заслужујући депутата из свију окружија и свега Књажества Сербије“. Депутати нису могли бити млађи од 30 година.
Народна скупштина се састајала једном годишње на Ђурђевдан по указу кнеза, али могла се састати и више пута ако би било потребно. Никакав данак се није могао „наложити или ударити“ без одобрења Народне скупштине. Годишња плата кнеза се није могла повисити без одобрења Народне скупштине нити умањити без одобрења кнеза.
Народна скупштина је имала право чинити кнезу и Државном совјету представке и молити их да донесу закон, обавештавати их о злоупотребама и жалити се кнезу на Државни совјет ако би његови чланови или друге власти нарушили Устав и права Србина.
Међутим, Народна скупштина је била уставотворни чинилац. Уколико се желео променити Устав било је потребно да кнез и Државни совјет сазову Народну скупштину и представе јој неопходност промене, а затим заједно са њом изврше промену. У том случају морало је бити присутно три четвртине депутата од којих је две трећине морало гласати за измену или допуну Устава.

## Турски устав из 1838.
По октроисаном Турском уставу (1838) није постојала Народна скупштина. Међутим, иако њено постојање није било предвиђено Турским уставом, у овом периоду одржано је више заседања Народне скупштине Кнежевине Србије, од којих је најзначајнија Светоандрејска скупштина (1858 - 1859), током које је смењен кнез Александар Карађорђевић и враћен на престо кнез Милош Обреновић. Током овог заседања усвојен је и 
Закон о Народној скупштини.

## Намеснички устав из 1869.
Према Намесничком уставу (1869) Кнежевина Србија је дефинисана као наследна уставна монархија са народним представништвом. Кнез је вршио законодавну власт са Народном скупштином, која је била Обична и Велика.
Народна скупштина се састојала из посланика које је народ бирао и посланика које је кнез бирао. Избори народних посланика су били непосредни и посредни преко повереника. Сваки срез и свака окружна варош бирали су за себе посланике, и то на три хиљаде пореских глава по једног. Варош Београд је бирала два посланика. Затим, кнез је бирао на свака три посланика по једног од своје стране из реда људи који су се одликовали науком или искуством у народним пословима, али овај број није морао бити потпун.
Сваки Србин који је био пунолетан и плаћао грађански данак на имање, рад или приход је имао право да бира народне посланике или поверенике. За посланика је могао бити изабран онај који је имао пуних 30 година и плаћао државни данак најмање шест талира годишње, као и остала својства која је прописивао изборни закон. Чиновници и они који су спадали у ред чиновника (пензионери, они који су примали какво издржање из државне касе или који су улагали у фонд удовички), а исто тако и правозаступници, нису могу бити изабрани за народне посланике. Међутим, посланике које је кнез бирао могли су се узети из свих редова грађанства. Војници стајаће војске, ма кога чина, нису могли ни бирати ни изабрани бити.
Законодавну власт је вршила Народна скупштина са кнезом. Никакав закон није могао бити издат, укинут, измењен или протумачен без пристанка Народне скупштине. Предлог да се какав закон изда или постојећи измени, допуни или протумачи могао је кнез Народној скупштини учинити, а тако исто и Народна скупштина кнезу. Међутим, формални пројекти су произилазили само од кнеза. Без пристанка Народне скупштине није се могла држава задужити.
Велику народну скупштину је бирао само народ и имала је четири пута више народних посланика него Обична народна скупштина. Сазивала се када је било потребно да се изабере кнез (када би владајући преминуо, а не би било престолонаследника), изаберу намесници, решава промена Устава, решава питање веће важности о смањивању или размени ког дела државне области и када кнез нађе за сходно да саслуша њено мишљење о каквом питању од ванредне важности за земљу.
Народна скупштина је имала председника и потпредседника, а исто тако и Велика народна скупштина. Кнезу су предлагале шест лица из своје средине, а он је једног од њих постављао за председника и потпредседника.

## Проглашење Краљевине 1882.
Након што је Кнежевина Србија проглашена за Краљевину Србију (1882) Народна скупштина је наставила свој рад као Народна скупштина Краљевине Србије. Радила је по тадашњем Намесничком уставу све до доношења Радикалског устава (1888).
Све време је Народна скупштина била једнодомно народно представништво осим у периоду 1901—1903. када је важио Октроисани устав. Тада је осим Народне скупштине као доњег дома постојао и Сенат Краљевине Србије као горњи дом.
Након проглашења Краљевине Срба, Хрвата и Словенаца (1. децембар 1918) нестала је Краљевина Србија и њено народно представништво.